# Libius Severus
Flavius Libius Severus Serpentius hoặc còn gọi là Libius Severus (420-465) là Hoàng đế Tây La Mã trị vì từ ngày 19 tháng 11 năm 461 cho tới ngày 15 tháng 8 năm 465.
Xuất thân là một Nguyên lão La Mã ở Lucania. Severus chỉ là vị hoàng đế hữu danh vô thực, không có khả năng cai trị đế quốc mà chỉ quan tâm đến các vấn đề tôn giáo và rất mực sùng đạo , mọi quyền hành thực sự đều nằm trong tay viên Tổng tư lệnh quân đội (magister militum) Ricimer.

## Tiểu sử

### Trước khi lên ngôi
Vào ngày 17 tháng 8 năm 461, viên Tổng tư lệnh quân đội Tây La Mã (magister militum) Ricimer đã giết chết hoàng đế Majorian, vì thế đã để lại một khoảng trống ngôi vị quyền lực trong Đế chế Tây La Mã, làm dấy lên một cuộc chiến tranh giành ngôi vua Tây La Mã giữa Hoàng đế Đông La Mã, Leo I xứ Thracia, Vua người Vandal, Gaiseric và bản thân Ricimer.
Để tránh xảy ra những rắc rối, nguy hiểm từ những đối thủ xung quanh, Ricimer buộc phải lựa chọn một ông vua yếu ớt lên ngôi để dễ bề thao túng, do nguồn gốc xuất thân từ người Rợ đã ngăn cản ông không thể lên ngôi hoàng đế được. Ngoài ra, Vua người Vandal, Gaiseric đã bắt sống vợ và hai cô con gái của Hoàng đế Tây La Mã Valentinian III là Licinia Eudoxia, Placidia và Eudocia (sau này kết hôn với Huneric, con trai của Gaiseric) trong suốt cuộc cướp phá thành Rome vào năm 455, đã bầu chọn Olybrius, người đã kết hôn với Placidia và là thành viên của gia đình Gaiseric làm ứng cử viên sáng giá cho ngôi vị hoàng đế phương Tây, nhằm củng cố cho việc bầu chọn Olybrius, Gaiseric đã tiến hành đột kích dọc theo bờ biển nước Ý và Sicilia, nhấn mạnh rằng hiệp ước hòa bình mà ông đã ký kết với Majorian trước đó tỏ ra vô giá trị.
Bất chấp áp lực các cuộc đột kích của người Vandal, Ricimer phớt lờ Olybrius để đưa Nguyên lão Nghị viên Libius Severus lên ngôi hoàng đế phương Tây, việc Ricimer lựa chọn ông lên ngôi nhằm xoa dịu dư luận và lấy lòng giới quý tộc La Mã. Severus được Viện nguyên lão La Mã làm lễ đăng quang lên ngôi Hoàng đế Tây La Mã tại Ravenna vào ngày 19 tháng 11 năm 461.

### Thời kỳ trị vì
Trong suốt thời kỳ trị vì của Severus, Đế chế Tây La Mã trên thực tế đã mất hẳn quyền cai trị ở các tỉnh, Anh quốc bị bỏ rơi, châu Phi bị người Vandal chinh phục và Hispania (Tây Ban Nha ngày nay) bị chiếm đóng bởi người Visigoth, khu vực dưới quyền kiểm soát của Severus ngày càng bị thu nhỏ lại, một số thống đốc ở các tỉnh không công nhận ông là hoàng đế như Aegidius, người kiểm soát xứ Gaul và Marcellinus, ngườicai trị xứ bán tự trị Illyricum. Thậm chí cả Hoàng đế Đông La Mã Leo I xứ Thracia cũng không công nhận Libius Severus, một số nguồn tài liệu của các sử gia như Marcellinus Comes và Jordanes thì coi Severus chỉ là một kẻ tiếm ngôi vị phương Tây.
Libius Severus sợ rằng Marcellinus, người chỉ huy một đội quân hùng mạnh, có thể tập kích vào Ý, và cầu xin sự giúp đờ của Leo, hoàng đế Đông La Mã đã phái Philarcus làm sứ giả tới chỗ Marcellinus và khuyên can ông ta không tiến hành cuộc tấn công.
Các cuộc đột kích liên tiếp của người Vandal đã tác động sâu đến nền kinh tế của tầng lớp địa chủ Ý, những nghị viên điển hình, đại diện cho các tầng lớp quý tộc Ý đã kiến nghị với hoàng đế nên thực hiện hòa giải với Gaiseric. Severus chọn patrician Tatian tới thương thuyết với Gaiseric, nhưng nhà vua man rợ này từ chối đề nghị hòa bình.
Ngoài ra quyền bính và công việc triều chính phương Tây đều do một tay Ricimer kiểm soát, Severus trên thực tế chỉ là một vị vua bù nhìn, phần lớn công việc của ông chỉ là thực hiện các sứ mệnh về tôn giáo, một bằng chứng của một nguồn tài liệu cho biết Ricimer đã đánh trả một cuộc tấn công của tộc người Rợ, người Alan và giết chết vua của họ là Bergor, sử gia Marcellinus Comes đã gọi Ricimer là vua như trong một đoạn văn sau đây: Bergor, vua người Alan, đã bị đức vua Ricimer giết chết.
Những đồng tiền xu được phát hành dưới Triều đại của Severus, dù được mang tên ông tuy chữ viết lồng nhau đôi khi được xác định là của Ricimer, nó đã chứng tỏ một điều rằng Ricimer, một vị tướng gốc man rợ mới là người chủ thực sự của Đế chế Tây La Mã chứ không phải là Severus dù ông này trên danh nghĩa vẫn là hoàng đế.
Trong mối quan hệ với Đông La Mã, theo một số nguồn tài liệu cho biết, cả hai triều đình trong suốt Triều đại của Severus có sự hợp tác ngầm về việc lựa chọn chức vụ quan chấp chính tối cao mà mỗi bên phải lựa ra một ứng cử viên phù hợp, vào năm 462, Severus chính thức nhậm chức quan chấp chính tối cao Tây La Mã, tuy nhiên triều đình phương Đông không công nhận danh hiệu này và lựa chọn một thành viên có thế lực trong tầng lớp quý tộc La Mã là Caecina Decius Basilius, Pháp quan thái thú Ý từ năm 463 đến 465, giữ chức vụ này vào năm kế tiếp khiến cho Severus quyết định không đòi hỏi chức vụ quan chấp chính tối cao cho năm 464 và 465 và chấp nhận cả hai ứng cử viên được triều đình phương Đông chỉ định để nhận được sự ủng hộ từ Đông La Mã cho ngôi vị của mình.

### Cái chết
Chi tiết về cái chết của Severus cho đến nay vẫn còn khá mơ hồ, nhưng phần lớn các học giả hiện đại đều đồng ý rằng ông chết tự nhiên vào năm 465.
Có một chút nghi ngờ về số năm trị vì, như một đoạn văn trong tác phẩm Getica của mình, sử gia Jordanes tuyên bố Severus chỉ trị vì trong ba năm.
Về ngày mất của ông, các nguồn tài liệu đều được ghi nhận là ngày 15 Tháng 8 bởi cuốn niên biểu Fasti vindobonenses priores, nhưng có một chi tiết được nêu trong một bộ luật ban hành vào ngày 25 Tháng 9 của Severus được bảo tồn, hoặc ông đã chết sau ngày đó, hoặc bộ luật mang tên ông được ban hành sau khi ông chết.
Cuối cùng, chỉ có sử gia Cassiodorus sống vào thế kỷ thứ 6, cho rằng Severus đã bị Ricimer giết chết, thông qua việc đầu độc trong cung điện riêng, nhưng ba năm sau cái chết của Severus, nhà thơ Sidonius Apollinaris viết rằng ông chết một cách tự nhiên. Theo các sử gia hiện đại cho rằng Ricimer không có lý do gì để giết Severus, người đã thực sự là một con rối dưới sự kiểm soát của ông, trừ khi Severus là một trở ngại để Ricimer hoà giải với Leo.